# Javier Tusell
Javier Tusell Gómez (Barcelona, 26 de agosto de 1945 - Barcelona, 8 de febrero de 2005) fue un historiador y político español, catedrático de Historia Contemporánea en la UNED. Es autor de una copiosa producción historiográfica que cubre la totalidad del siglo XX español.

## Biografía

### Universidad y militancia
Nacido en Barcelona, se trasladó pronto a Madrid con su familia. Cursó el bachillerato en el Colegio de los Sagrados Corazones de Madrid y cursó la carrera de Filosofía y Letras, consiguiendo premio extraordinario en la licenciatura en Historia, y Ciencias Políticas en la Universidad Complutense de Madrid, donde fue alumno de José María Jover.
En su etapa de estudiante universitario militó en la Unión de Estudiantes Demócratas y en la Unión de Jóvenes Demócratas Cristianos, por lo que se le abrió un expediente académico en 1965 (posteriormente cerrado), colaborando además en la supresión del SEU (Sindicato de Estudiantes Universitarios, organización franquista en la que debían encuadrarse los estudiantes universitarios).

### Docencia
Tras doctorarse y especializarse en Historia Contemporánea, se dedicó a la docencia desde 1966. Fue profesor ayudante en la Facultad de Filosofía y Letras de la Universidad Complutense. En 1975 logra, por oposición, la plaza de agregado de Historia Contemporánea Universal y de España de la Universidad Autónoma de Barcelona. El 9 de febrero de 1977, obtiene la cátedra de Historia Contemporánea en la Universidad de Valencia, donde empezó a impartir clases en el curso académico 77-78. Además, fue profesor en la Escuela Diplomática y director del centro en Madrid del Instituto de Cultura Política. En 1981 obtuvo la cátedra de Historia Contemporánea de la Universidad Nacional de Educación a Distancia (UNED), que desde entonces ocupó.

### Política
Atraído por la política, ingresó en 1974 en la Federación Popular Democrática, formación de carácter democristiano que lideraba José María Gil-Robles (la FPD estaba integrada en el Equipo de la Democracia Cristiana de España, junto con el Partido Nacionalista Vasco, la Unión Democrática de Cataluña y la Izquierda Democrática de Joaquín Ruiz-Giménez). Tras el desastre electoral en las primeras elecciones democráticas en España, en 1977, Tusell abandona la FPD para ingresar en el Partido Demócrata Cristiano de Fernando Álvarez de Miranda, integrado en la Unión de Centro Democrático (UCD) (abril de 1977). En 1979, en las primeras elecciones municipales de la democracia, es elegido concejal de Madrid en las listas de la UCD (aunque la UCD es la lista más votada en el ayuntamiento de Madrid, el PCE y el PSOE se unen para elegir alcalde al socialista Enrique Tierno Galván). Entre ese año y 1982 ocupa la Dirección General de Patrimonio Artístico, Archivos y Museos del Ministerio de Cultura, transformada posteriormente en Dirección General de Bellas Artes.

### Traslado delGuernicaa España
En esa etapa dirige las negociaciones con la familia Picasso y el Museo de Arte Moderno de Nueva York (Museum of Modern Art, MOMA) para el traslado a España en 1981 del Guernica de Picasso, así como su instalación en el Museo del Prado de Madrid, concretamente en el Casón del Buen Retiro, lo que constituyó todo un símbolo de concordia y normalización en la recién restaurada democracia en España (puesto que Picasso había establecido que su obra sólo volvería a España cuando existiese en ella un régimen democrático). Sin embargo, el 28 de abril de 1982 fue destituido por la entonces ministra de Cultura, Soledad Becerril, con la que discrepaba en materias de bibliotecas oficiales y restauraciones, y por la pretensión de ésta de colocar a alguien de su confianza en este puesto. Su destitución, por teléfono, fue contestada por el mundo de la cultura española con un homenaje (11 de mayo de 1982) al que asistieron, entre otros, Joan Miró, Pablo Serrano, Tàpies o Chillida.

### Regreso a la docencia
Tras un breve paso por el Partido Demócrata Popular (PDP), de Óscar Alzaga, abandonó la política, regresando a su cátedra de la UNED, que ocupó hasta su muerte. El Consejo de Ministros le nombró en 1999 patrono en representación del Estado en la Fundación Colección Thyssen-Bornemisza.
Aparte de sus actividades docentes y como escritor, también desarrolló una abundante actividad periodística. Colaboró con diarios españoles como El Mundo, El País, La Vanguardia o el desaparecido Diario 16, así como en la cadena radiofónica generalista la SER.
Falleció en el Hospital Clínico de Barcelona, el 8 de febrero de 2005 a causa de una neumonía consecuencia de una leucemia que padecía desde tiempo atrás. Estaba casado con la también historiadora Genoveva García Queipo de Llano y tenía dos hijosː Javier y Genoveva.

## Investigación y compromiso
Especialista en la historia contemporánea de España, Tusell publicó estudios acerca de temas variados de la historia política de España en el siglo XX: elecciones y partidos políticos, Alfonso XIII, el caciquismo, el golpe de Estado de Primo de Rivera, la democracia cristiana en España, Franco y su régimen, España y la II Guerra Mundial, las relaciones entre Franco y el conde de Barcelona, los católicos bajo el franquismo, la oposición democrática a dicho régimen, Carrero Blanco, Arias Navarro o la figura del príncipe y después rey Juan Carlos. Todo ello para tratar de explicar un tema crucial y obsesivo para la generación a la que perteneció: la democracia en España, las razones por las que no se estabilizó durante la Segunda República y las consecuencias de su fracaso, la dictadura franquista, así como el restablecimiento de la democracia y el carácter de la Monarquía del rey Juan Carlos I y del Estado de las autonomías.
Crítico con los intelectuales, afirmó que guardaban «demasiado silencio» en materias delicadas como el GAL o «los problemas reales de nuestra democracia». En 1989 abandonó la reunión del jurado del Premio Espejo de España, junto con otro miembro del mismo, el socialista Enrique Múgica, por habérsele concedido el citado premio a Ricardo de la Cierva, autor con el que Javier Tusell mantenía varias controversias. Fue uno de los firmantes, en 1995, del manifiesto En defensa de la democracia, que pedía la dimisión de Felipe González y la convocatoria de elecciones. También impulsó un manifiesto, firmado por 8500 firmas profesores universitarios, contra el proyecto de Ley Orgánica de Universidades del gobierno de José María Aznar, que fue aprobada finalmente en diciembre de 2001. El 30 de junio de 2000 pidió públicamente más medios para la enseñanza de la historia.

## Obras
- Sociología electoral de Madrid (1969)
- La Segunda República en Madrid (1970)
- Las elecciones del Frente Popular en España (1971)
- La reforma de la Administración local en España (1973)
- Historia de la Democracia Cristiana en España (1974)
- La España del siglo XX (1975). Premio Mundo de Ensayo en 1975
- El caciquismo en Andalucía (1976). Premio Nacional de Literatura, en la modalidad de ensayo, y Premio Menéndez Pelayo de Historia Española e Iberoamericana.
- La política y los políticos en tiempos de Alfonso XIII (1976)
- La oposición democrática al franquismo 1932–1962 (1977). Premio Espejo de España en 1977
- Franco y los católicos: la política interior española entre 1945 y 1957 (1984)
- Hijos de la sangre (1986)
- Radiografía de un golpe de Estado (1987)
- La URSS y la Perestroika desde España (1988)
- La España de Franco (1989)
- La dictadura de Franco (1989)
- Retrato de Mario Vargas Llosa (1990)
- Franco en la Guerra Civil. Una biografía política (1992). Premio Comillas de Biografía, Autobiografía y Memorias
- Maura y el regeneracionismo (1993). Primer premio Antonio Maura de Investigación Histórica
- Carrero. La eminencia gris del régimen de Franco (1993)[9]
- La transición española (1995)
- Juan Carlos I. La restauración de la monarquía (1995)
- Franco, España y la II Guerra Mundial: entre el Eje y la neutralidad (1995)
- La revolución postdemocrática (1997)
- Historia de España en el siglo XX, 4 vols. (1999)
- España, una angustia nacional (1999)
- Arte, historia y política en España (1890–1939) (1999)
- La política exterior de España en el siglo XX (2000)
- Fotobiografía de Juan Carlos I (2000)
- Una breve historia del siglo XX: los momentos decisivos (2001)
- Vivir en guerra. Historia ilustrada de España 1936–1939 (2003)
- Tiempo de incertidumbre: Carlos Arias Navarro entre el franquismo y la transición (1973-1976) (2003)
- El aznarato: el gobierno del Partido Popular 1996–2003 (2004)
- Dictadura franquista y democracia, 1939–2004 (2005)

Como coautor
- ——; Saz, Ismael (1981). Fascistas en España. La intervención italiana en la Guerra Civil a través de los telegramas de la «Missione Militare Italiana in Spagna» (15 diciembre de 1936-31 de marzo de 1937).
- ——; García queipo de Llano, Genoveva (1985). Franco y Mussolini. La política española durante la segunda guerra mundial.
- ——; Avilés, Juan (1986). La derecha española contemporánea. Sus orígenes: el maurismo.
- ——; Sinova, Justino (1990). El secuestro de la democracia.
- ——; Calvo, José (1990). Manuel Giménez Fernández: precursor de la democracia española.
- ——; García queipo de Llano, Genoveva (1990). Los intelectuales y la Segunda República.
- ——; Álvarez Chillida, Gonzalo (1999). Pemán. Un trayecto intelectual desde la extrema derecha hasta la democracia.
- ——; García queipo de Llano, Genoveva (2001). Alfonso XIII. El rey polémico.[10]

Coordinador
- Fascismo y franquismo cara a cara: una perspectiva histórica (2004)

## Premios
- 1975: Premio Mundo de Ensayo, por La España del siglo XX.
- 1976: Premio Nacional de Historia Menéndez Pelayo, por El caciquismo en Andalucía.
- 1977: Premio Espejo de España, por La oposición democrática al franquismo (1939-1962).
- 1986: Premio Espasa de Ensayo, por Hijos de sangre.
- 1992: V Premio Comillas de Biografía, por Franco en la guerra civil. Una biografía política.
- 1997: Premio Internacional de Ensayo Jovellanos, por La revolución postdemocrática.
- 2001: IX Premio Blanquerna.